# هاري تايلور (لاعب كرة قدم بريطاني)
هاري تايلور (بالإنجليزية: Harry Taylor)‏ هو لاعب كرة قدم بريطاني (وحمل سابقاً جنسية المملكة المتحدة لبريطانيا العظمى وأيرلندا) في مركز الهجوم، ولد في 1889 في ستوك أون ترينت في المملكة المتحدة، وتوفي في 1960. لعب مع بورت فايل وستوك سيتي ومانشستر سيتي ونادي فولهام ونيوكاسل يونايتد وهدرسفيلد تاون.